# Sarothrura
Sarothrura ist eine neun Arten umfassende Gattung kleiner rallenartiger Vögel, von denen sieben im subsaharischen Afrika und zwei auf Madagaskar vorkommen.

## Merkmale
Sarothrura-Arten erreicht eine Körperlänge von 14 bis 17 cm bei einem Gewicht von 25 bis 58 Gramm. Ihr Körper ist gedrungen, der Schwanz kurz. Mit Ausnahme der Spiegelralle zeigen die Vögel einen deutlichen Sexualdimorphismus in Bezug auf die Färbung, d. h. Männchen und Weibchen sehen unterschiedlich aus. Die Männchen haben ein überwiegend schwarzes oder dunkelbraunes Gefieder mit einem für jede Art charakteristischen Muster aus weißen Streifen oder Punkten und einen kastanienfarbenen Kopf. Die Weibchen sind überwiegend bräunlich (Ausnahme die Spiegelralle). Die Iris ist braun, der Schnabel braun oder grau, die Füße ebenfalls braun oder grau. Bei der Boehmralle, der Rotbrustralle und der Ugallaralle ist der Schwanz schwarz, bei den anderen Arten teilweise oder vollständig kastanienfarben. Die Eier der Vögel sind weiß. Die Küken aller Arten tragen ein schwarzes Daunengefieder.

## Lebensraum und Lebensweise
Alle Sarothrura-Arten leben sehr versteckt, die Perlenralle und die Tropfenralle in Dickichten und Wäldern, die anderen Arten in Sümpfen oder auf Grasland. Soweit bekannt, ernähren sich Sarothrura-Arten von Samen, Insekten und kleinen Schnecken. Ob die Vögel ziehen ist noch wenig erforscht.

## Arten
- Streifenralle (Sarothrura affinis), Afrika
- Spiegelralle (Sarothrura ayresi), Äthiopien
- Boehmralle (Sarothrura boehmi), Afrika
- Tropfenralle (Sarothrura elegans), Afrika
- Merinaralle (Sarothrura insularis), Madagaskar
- Ugallaralle (Sarothrura lugens), Afrika
- Perlenralle (Sarothrura pulchra), Afrika
- Rotbrustralle (Sarothrura rufa), Afrika
- Lemurenralle (Sarothrura watersi), Madagaskar

## Systematik
Die Gattung wurde 1890 durch den deutschen Ornithologen Ferdinand Heine beschrieben und 1957 durch Rene Verheyen der Unterfamilie Sarothrurinae innerhalb der Familie der Rallen (Rallidae) zugeordnet. Nachdem eine phylogenetische Studie aus dem Jahr 2008 Sarothrura als Schwestergruppe zu den Binsenrallen (Heliornithidae) ermittelte, wurden die Sarothrurinae in den Rang einer eigenständigen Familie (Sarothruridae) erhoben.